# Émetteur du mont Lambert

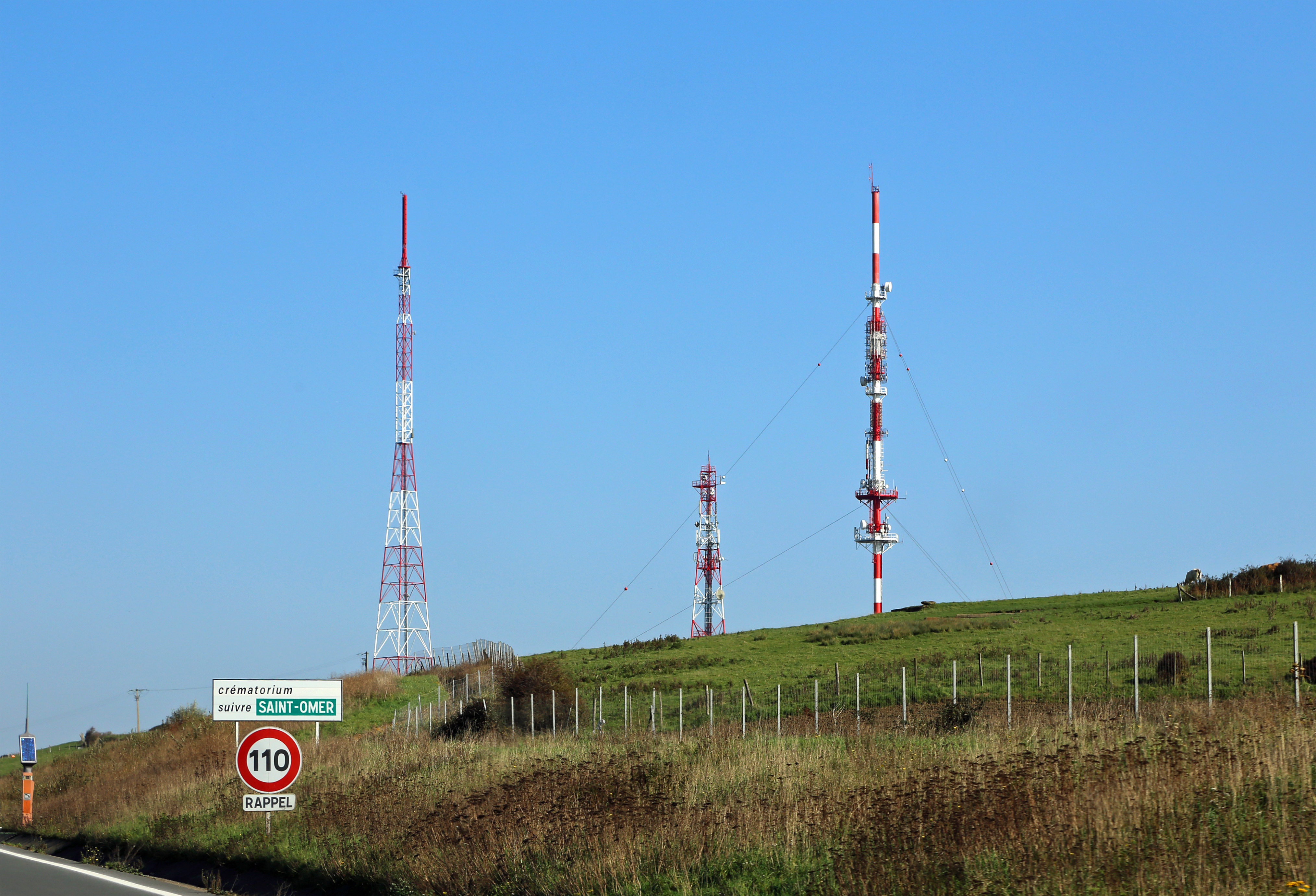
Les pylônes de l'émetteur du mont Lambert, vus de l'autoroute A16

L'émetteur du mont Lambert est un site de diffusion situé dans le département du Pas-de-Calais, sur la commune de Saint-Martin-Boulogne, à 3 km du centre de Boulogne-sur-Mer. Il est constitué d'un pylone haubané de 107 mètres de haut culminant à 284 m d'altitude et d'un autostable de 49 mètres de haut. Le haubané est visible de jour comme de nuit partout dans le Boulonnais et dans le sud du Royaume-Uni. Ce site est exploité par TDF.
En 2016, un nouveau pylône autostable de 109 m de haut est monté à côté des installations de TDF. Il est exploité par Itas Tim, un opérateur appartenant à TDF.
La proximité avec l'Angleterre est souvent cause de problèmes de réception pour les Boulonnais.

## Télévision

### Télévision analogique
L'émetteur analogique de Canal+ a cessé d'émettre en analogique le 14 avril 2010. Ceux des 5 autres chaînes historiques ont été définitivement éteints le 1er février 2011 (arrêt initialement prévu le 7 décembre 2010).
| Chaîne                | Canal | Puissance (PAR) |
| --------------------- | ----- | --------------- |
| TF1                   | 29H   | 34 kW           |
| France 2              | 34H   | 34 kW           |
| France 3 Côte d'Opale | 37H   | 34 kW           |
| Canal+                | 10H   | 500 W           |
| France 5 / Arte       | 59H   | 3,2 kW          |
| M6                    | 62H   | 3,2 kW          |

#### Source
"Liste des anciens émetteurs de télévision français" (fichier PDF).

### Télévision numérique

#### Canaux, puissances et diffuseurs des multiplex
| Multiplex | Canaux | Puissances (PAR) | Diffuseur |
| --------- | ------ | ---------------- | --------- |
| R1        | 34H    | 7,9 kW           | Towercast |
| R2        | 23H    | 7,9 kW           | Towercast |
| R3        | 30H    | 7,9 kW           | TDF       |
| R4        | 26H    | 7,9 kW           | Towercast |
| R6        | 37H    | 7,9 kW           | Towercast |
| R7        | 32H    | 7,9 kW           | Towercast |

#### Composition des multiplex
Les multiplexes présentées ci-dessous émettent depuis le 5 avril 2016, date du passage à la TNT en HD (norme MPEG-4). Elle marque la disparition des multiplexes R5 et R8, le passage en clair de la chaîne LCI et, le 1er septembre 2016, le démarrage de France Info, la chaîne d'information du service public.

##### Multiplex R1
| LCN | Nom de la chaîne      |
| --- | --------------------- |
| 2   | France 2              |
| 3   | France 3 Côte d'Opale |
| 14  | France 4              |
| 27  | France Info           |
| 32  | BFM Grand Littoral    |

##### Multiplex R2
| LCN | Nom de la chaîne |
| --- | ---------------- |
| 8   | C8               |
| 15  | BFM TV           |
| 16  | CNews            |
| 17  | CStar            |
| 18  | Gulli            |

##### Multiplex R3
| LCN | Nom de la chaîne |
| --- | ---------------- |
| 4   | Canal+           |
| 26  | LCI              |
| 41  | Paris Première   |
| 42  | Canal+ Sport     |
| 43  | Canal+ Cinéma(s) |
| 45  | Planète+         |

##### Multiplex R4
| LCN | Nom de la chaîne |
| --- | ---------------- |
| 5   | France 5         |
| 6   | M6               |
| 7   | Arte             |
| 9   | W9               |
| 22  | 6ter             |

##### Multiplex R6
| LCN | Nom de la chaîne |
| --- | ---------------- |
| 1   | TF1              |
| 10  | TMC              |
| 11  | TFX              |
| 12  | NRJ 12           |
| 13  | LCP              |

##### Multiplex R7
| LCN | Nom de la chaîne |
| --- | ---------------- |
| 20  | TF1 Séries Films |
| 21  | L'Équipe         |
| 23  | RMC Story        |
| 24  | RMC Découverte   |
| 25  | Chérie 25        |

#### Source
Emetteurs TNT dans le Pas-de-Calais sur le forum de tvnt.net (consulté le 21 avril 2017).

## Radio FM
Du fait de sa proximité avec Boulogne-sur-Mer, l'émetteur du mont Lambert diffuse quelques radio privées. Il émet également 5 radios publiques dont la station locale de la région.
| Fréquence | Radio                     | Catégorie      | Puissance | Code RDS (PS) |
| --------- | ------------------------- | -------------- | --------- | ------------- |
| 88.9      | Fun Radio                 | D              | 800 W     | __F_U_N_      |
| 89.4      | France Musique            | Radio publique | 1 kW      | MUSIQUE_      |
| 91.5      | Virgin Radio Côte d'Opale | C              | 1 kW      | _VIRGIN_      |
| 93.3      | Rire et Chansons          | D              | 500 W     | _RIRE_&_      |
| 95.5      | Ici Nord                  | Radio publique | 1 kW      | BLEUNORD      |
| 99.9      | France Culture            | Radio publique | 1 kW      | _CULTURE      |
| 100.7     | Delta FM                  | B              | 400 W     | DELTA_FM      |
| 101.6     | RFM Nord                  | C              | 800 W     | __RFM___      |
| 102.2     | NRJ Nord-Littoral         | C              | 400 W     | __NRJ___      |
| 103.3     | France Inter              | Radio publique | 1 kW      | __INTER_      |
| 103.9     | Europe 1                  | E              | 800 W     | EUROPE_1      |
| 106.5     | France Info               | Radio publique | 1 kW      | __INFO__      |
| 107.0     | RMC                       | E              | 200 W     | _RMC____      |

### Sources
- Les radios de Boulogne-sur-Mer sur annuaireradio.fr (consulté le 21 avril 2017).
- Informations et détails sur l'émetteur sur tvradio-nord.com (consulté le 21 avril 2017).

## Téléphonie mobile
Les relais Bouygues Telecom et SFR se trouvent sur le pylône haubané de TDF, ceux pour Orange et Free sont installés sur le pylône autostable de TDF.
| Opérateur        | 2G  | 3G  | 4G  | FH  |
| ---------------- | --- | --- | --- | --- |
| Orange           | Oui | Oui | Non | Oui |
| SFR              | Oui | Oui | Non | Oui |
| Bouygues Telecom | Oui | Oui | Oui | Oui |
| Free             | Non | Oui | Oui | Oui |

### Source
Situation géographique du site sur cartoradio.fr (consulté le 21 avril 2017).

## Autres transmissions

### Sur le pylône haubané deTDF
- Custom connect[4] : Faisceau hertzien
- McKay Brothers International[5] : Faisceau hertzien
- TDF : Faisceau hertzien
- PMR

### Sur le pylône autostable deTDF
- E*Message (opérateur de radiomessagerie) : RMU-POCSAG
- IFW (opérateur de WiMAX) : boucle locale radio de 3 GHz.
- Station étrangère : Faisceau hertzien

### Sur le pylône autostable d'Itas Tim
- TWS International[6] : Faisceau hertzien

### Source
Situation géographique du site sur cartoradio.fr (consulté le 21 avril 2017).

### Photos du site
- Sur tvignaud (consulté le 21 avril 2017).
- Sur annuaireradio.fr (consulté le 21 avril 2017).
- Sur tvradio-nord.com (consulté le 21 avril 2017).